# Промислова підготовка нафти

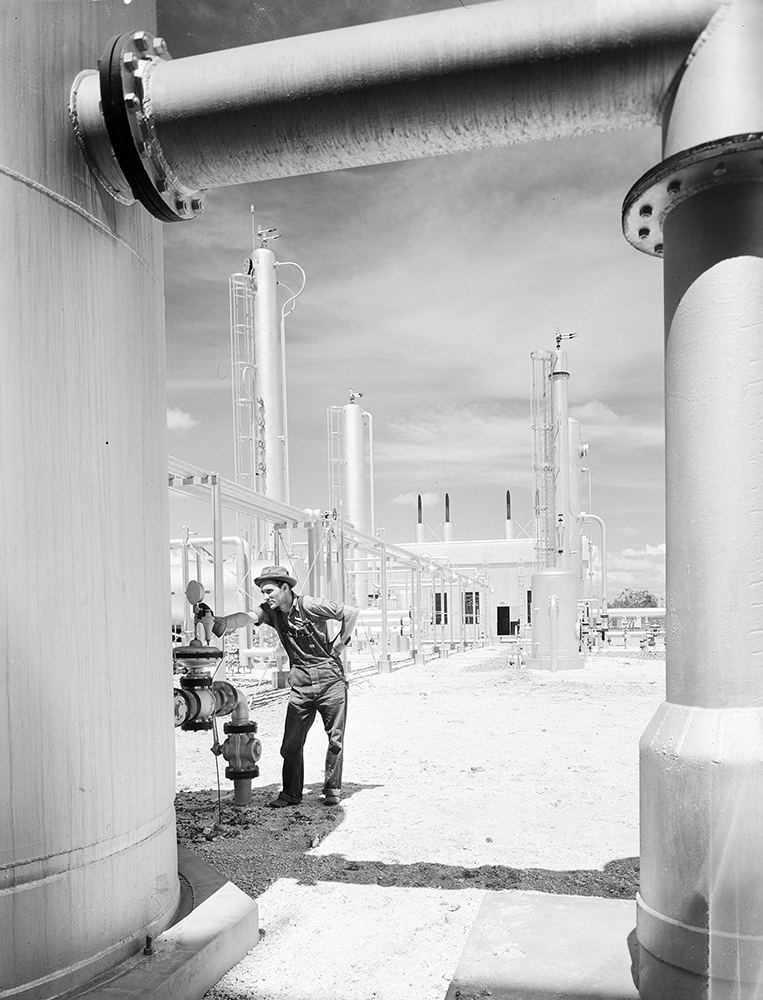
Промислова підготовка нафти

Промислова підготовка нафти — дегазація, зневоднення, знесолення і стабілізація нафти на промислі.

## Видобута нафта як об'єкт первинної підготовки на промислі
Нафта, яку добувають зі свердловин, як правило, має у своєму складі пластову воду (у вільному або емульгованому стані), що містить різні мінеральні солі — хлористий натрій NаСl, хлористий кальцій СаСl2, хлористий магній МgСl2 тощо і часто механічні домішки (пісок і ін.). До складу нафти входять також гази органічного (метан СН4, етан С2Н6, пропан С3Н8, бутан С4Н10) та неорганічного походження (сірководень Н2S, вуглекислий газ СO2, гелій Не).
Таким чином, необхідність промислової підготовки нафти обумовлюється тим, що з нафтових свердловин в загальному випадку витягується складна суміш, що складається з нафти, попутного нафтового газу, води і механічних домішок (піску, окалини і інш.).
У такому вигляді транспортувати продукцію нафтових свердловин магістральними нафтопроводами не можна тому що: 
а) вода — це баласт, перекачування котрого потребує додаткових витрат.
б) при спільному транспортуванні нафти, газу та води мають місце значно більші втрати тиску на подолання сил тертя, ніж при перекачуванні чистої товарної нафти.
в) мінералізована пластова вода викликає прискорену корозію трубопроводів і резервуарів, а частинки механічних домішок породи — абразивний знос обладнання.

## Загальний опис підготовки нафти на промислі
Метою промислової підготовки нафти є її дегазація, зневоднення, знесолення та стабілізація.
Дегазація нафти здійснюється з метою відокремлення газу від нафти. Апарат, в якому це відбувається, називається сепаратором.
Зневоднення нафти виконують найчастіше шляхом її деемульсації.
Знесолюють нафту шляхом її промивки прісною водою.
Під процесом стабілізації нафти розуміється відокремлення від неї легких (пропан-бутанових і частково бензинових) фракцій з метою зменшення втрат нафти при її подальшому транспортуванні.
Видобуток нафти супроводжується вилученням із природних підземних резервуарів значних кількостей газу, води, механічних домішок і солей. При надходженні на поверхню газ, розчинений у нафті, відокремлюють від неї за допомогою системи сепарації. Найбільш легкі компоненти вуглеводних газів відокремлюють від нафти в нафтових трапах, колонках і мірниках.
Найважчі вуглеводні гази відокремлюють від нафти в газових сепараторах. У трапі також відбувається очищення газу від нафтового пилу. Відділення газу від нафти і пилу в трапі відбувається за рахунок зміни тиску і швидкості нафтового потоку, що рухається. Для поліпшення процесу сепарації суміш, що надходить у трап, розприскують, для чого в трапах установлюють спеціальні ґрати, відбійники, тарілки й інші пристосування.
Для розділення продуктів фонтанування високого тиску (вище 20 атм.) застосовують східчасту сепарацію, при якій досягається грубе фракціонування газу і використовується пластовий тиск для транспорту газу. Відділена від газу нафта спрямовується в промислові резервуари, а звідти на нафтопереробні заводи.
При відділенні газу від нафти в трапах і інших пристроях відокремлюється й основна маса води і механічних домішок. Відділення домішок і води відбувається також при відстоюванні і збереженні нафти в промислових резервуарах.
Присутність у нафті механічних домішок утруднює її транспортування по трубопроводах і переробку, викликає ерозію внутрішніх поверхонь труб нафтопроводів і утворення відкладень у теплообмінниках, печах і холодильниках, що приводить до зниження коефіцієнту теплопередачі, підвищує зольність залишків від перегонки нафти (мазуту і гудронів), сприяє утворенню стійких емульсій.
Крім того, у процесі видобутку й транспортування нафти відбувається втрата легких компонентів нафти — (метан, етан, пропан і т. д., включаючи бензинові фракції) — приблизно до 5 % від фракцій, що википають до 100°С.
З метою зниження витрат на переробку нафти, викликаних втратою легких компонентів і надмірним зношуванням нафтопроводів і апаратів переробки, нафта піддається попередній обробці.
Для скорочення втрат легких компонентів здійснюють стабілізацію нафти, а також застосовують спеціальні герметичні резервуари зберігання нафти. Від основної кількості води й твердих частинок нафту звільняють шляхом відстоювання в резервуарах на холоді або при підігріві. Остаточно її зневоднюють і знесолюють на спеціальних установках.
Однак вода й нафта часто утворюють важко роздільну емульсію, що сильно сповільнює або навіть перешкоджає зневоднюванню нафти. У загальному випадку емульсія — це система із двох взаємно нерозчинних рідин, у яких одна розподілена в іншій у зваженому стані у вигляді дрібних крапель. Існують два типи нафтових емульсій: нафта у воді, або гідрофільна емульсія, і вода в нафті, або гідрофобна емульсія. Частіше зустрічається гідрофобний тип нафтових емульсій.
Утворенню стійкої емульсії передують зниження поверхневого натягу на межі розділення фаз і створення навколо частинок дисперсної фази міцного адсорбційного шару. Такі шари утворюють треті речовини — емульгатори. До гідрофільних емульгаторів належать лужні мила, желатин, крохмаль. Гідрофобними є добре розчинні в нафтопродуктах лужноземельні солі органічних кислот, смоли, а також дрібнодисперсні частинки сажі, глини, оксидів металів.